# كايل سبينس
كايل سبينس (بالإنجليزية: Kyle Spence)‏ (14 يناير 1997 في المملكة المتحدة - ) هو لاعب كرة قدم بريطاني في مركز الوسط. شارك مع منتخب اسكتلندا تحت 16 سنة لكرة القدم. أما مع النوادي، فقد لعب مع كوفنتري سيتي.

## وصلات خارجية
- كايل سبينس على موقع اتحاد النرويج (النرويجية)
- كايل سبينس على موقع قاعدة بيانات كرة القدم.إي يو (الإنجليزية)
- كايل سبينس على موقع Soccerbase.com (لاعب) (الإنجليزية)
- كايل سبينس على موقع Soccerway.com (الإنجليزية)
- كايل سبينس على موقع عالم كرة القدم.نت (الإنجليزية)